# Баджва, Наваз Хизар
Наваз Хизар Баджва (англ. Nawaz Khizar Bajwa, 20 сентября 1942) — пакистанский хоккеист (хоккей на траве), нападающий. Серебряный призёр летних Олимпийских игр 1964 года.

## Биография
Наваз Хизар Баджва родился 20 сентября 1942 года.
В 1964 году вошёл в состав сборной Пакистана по хоккею на траве на Олимпийских играх в Токио и завоевал серебряную медаль. Играл на позиции нападающего, провёл 1 матч, мячей не забивал.
В 1963—1967 годах провёл за сборную Пакистана 14 матчей, мячей не забивал.